# Mindoro
Mindoro ist eine Insel im Westen der Philippinen.

## Bevölkerung
Die Insel hat laut der Volkszählung aus dem Jahr 2000 über 1 Mio. Einwohner, die Tagalog sprechen. Die größte Stadt ist Calapan an der Nordküste mit über 100.000 Einwohnern.

## Geografie

Die Insel Mindoro im Westen der Tablas-Straße

Mindoro ist mit einer Fläche von 9.735  km² die siebtgrößte Insel der Philippinen. Zusammen mit Nebeninseln umfasst sie 10.244,50 km². Die Insel erstreckt sich über 110 km in Nord-Süd-Richtung und bildet eine Landspitze nach Nordwesten. In Ost-West-Richtung ist sie ungefähr 80 km breit. Ein ebenfalls in Nord-Süd-Richtung verlaufender Bergrücken trennt Ost- und Westküste. Der höchste Berg ist der Halcon im Norden mit 2.582 m, im Süden erhebt sich der Baco. Im Nordosten liegt unweit der Küste der 10 km lange Naujan-See. 
Im Nordosten liegt die philippinische Hauptinsel Luzon. Direkt vor der Nordostküste liegen die kleinen Inseln Verde und Maricaban in der viel befahrenen Isla-Verde-Straße. Die Calavite-Straße trennt Mindoro von den Lubang-Inseln im Nordwesten. 
Im Westen erstreckt sich die Mindoro-Straße mit den Nanga-Inseln und der größeren Insel Busuanga. Die Gewässer direkt vor der Küste, vor dem Apo-Riff, werden auch Apo East Passage genannt. 
Im Süden ist die Insel Ilin nur durch einen schmalen, etwa 500 m breiten Meeresarm von Mindoro getrennt. Ebenfalls südlich gelegen ist die Sulusee, im Südosten die Tablas-Straße und im Osten die Sibuyan-See mit der Insel Marinduque und den Romblonen.

## Etymologie
Der Name Mindoro war wahrscheinlich eine Abwandlung des einheimischen Namens "Minolo". Domingo Navarette ('Tratados...', 1676) schrieb: "Die Insel, die die Eingeborenen Minolo nennen, wird von den Spaniern Mindoro genannt...".

## Verwaltung
Mindoro wird zur Inselgruppe Luzon gezählt, die zusammen mit den anderen beiden Gruppen Visayas im Zentrum und Mindanao im Süden den Inselstaat der Philippinen bildet.
Die Insel ist in zwei Provinzen aufgeteilt: Oriental Mindoro mit der Hauptstadt Calapan und Occidental Mindoro mit Mamburao.
Am 13. Juni 1950 wurden Occidental Mindoro und Oriental Mindoro eigenständige Provinzen der Philippinen.  
Beide Provinzen gehören zusammen mit den Provinzen Aurora, Batangas, Cavite, Laguna, Marinduque, Palawan, Quezon, Rizal und Romblon zur philippinischen Region IV. Beide Provinzen werden gemeinsam mit Romblon und Marinduque zum Bezirk IV-B oder MIMARO (früher MIMAROPA) zusammengefasst.

## Sehenswürdigkeiten

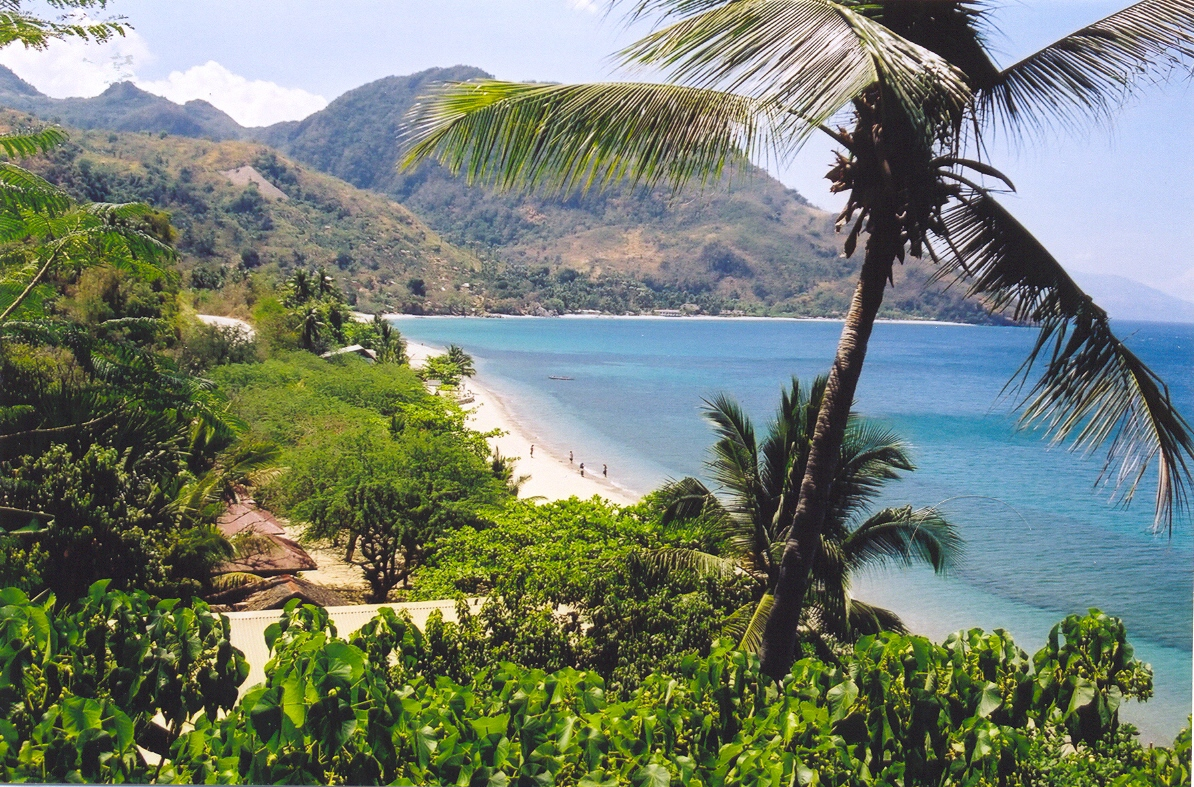
Strand in Mindoro

Auf der Insel Mindoro sind diese Orte einen Besuch wert: Aroma Beach, Laymon Beach, White Island, der See Naujan, Puerto Galera und die Tamaraw Wasserfälle. Hinzu kommt die kleine Tauchinsel Pandan Island an der Westküste vor der Frachthafenstadt Sablayan. Von hier hat man den kürzesten Schiffsweg zum Apo-Riff, das zu den weltbesten Tauchplätzen gezählt wird.

## Natur
Auf der Insel liegen insgesamt drei Nationalparks: der Mount Iglit Baco National Park, der Lake-Naujan-Nationalpark und der Mount Calavite Wildlife Sanctuary. Diese Parks dienen seltenen Tierarten wie dem Tamarau, dem Mindorokuckuck, der Großen Mindoro-Fruchttaube, dem Mindoro-Pustelschwein, der Mindoro-Ratte und der Mindoro-Dolchstichtaube als Habitat. Auch Panay-Warane wurden gesehen. In der Stadtgemeinde Rizal wurde eine Aufzuchtstation für das größte Säugetier der Philippinen, dem Tamarau, aufgebaut.

## Wirtschaft
Reis, Kokosnuss, Obst, Weizen und Gemüse sind die landwirtschaftlichen Produkte Mindoros.
Marmor, Gips, Feldspat, Mangan, Kupfer und Baryt kommen in Form von Bodenschätzen vor.